# Ruth Scurr

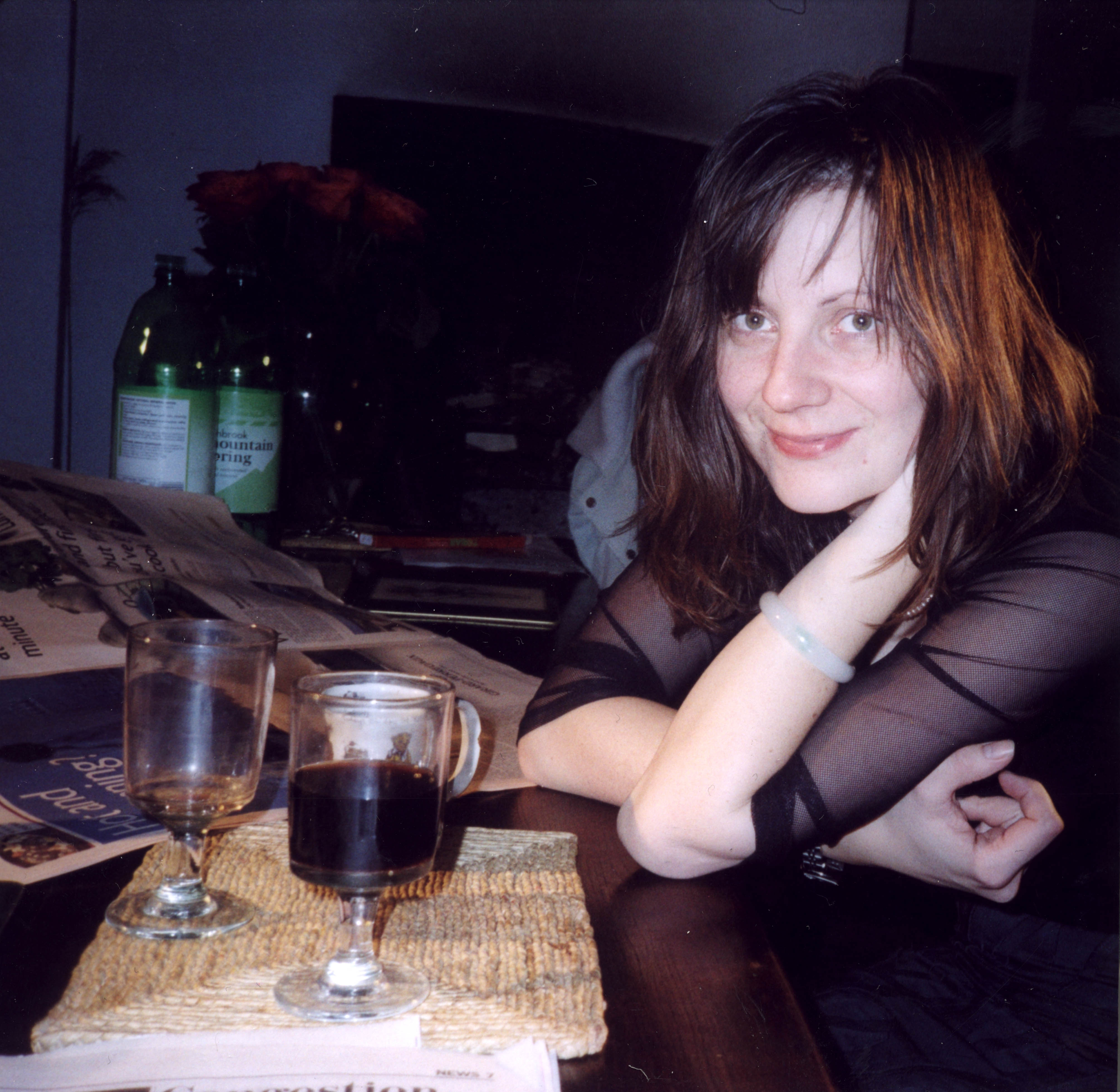
Ruth Scurr (2009)

Ruth Scurr (geboren 1971 in London) ist eine britische Historikerin und Literaturkritikerin.

## Leben
Ruth Scurr besuchte die katholische St Bernard’s Convent School und studierte in Oxford, Cambridge und an der École normale supérieure in Paris. Im Jahr 2000 hatte sie eine British Academy Postdoctoral Fellowship.
Scurr wurde 2006 Fellow am Gonville & Caius College, Cambridge und ist dort Lecturer für Geschichte und Politische Wissenschaften. Ihr erstes Buch Fatal Purity: Robespierre and the French Revolution stand 2006 auf der Shortlist des Duff Cooper Prize und 2007 auf der Longlist des Samuel Johnson Prize. Es wurde ins Polnische, Niederländische und Portugiesische übersetzt. Ihr zweites Buch John Aubrey: My own Life kam 2015 auf die Shortlist des Costa Biography Award und des James Tait Black Memorial Prize.
Scurr schreibt Rezensionen und Essays in den überregionalen britischen Zeitungen und sie wirkte zeitweise als Redakteurin im The Times Literary Supplement. Sie war im Jahr 2007 Mitglied in der Jury des Man Booker Prize und 2014 des Samuel Johnson Prize.
Scurr war zwischen 1997 und 2013 mit dem Politologen John Dunn verheiratet, sie haben zwei Kinder.

## Schriften (Auswahl)
- The social foundations of the modern republic. P.-L. Roederer’s Cours d’organisation sociale (Ph.D.). University of Cambridge, 2000
- Fatal purity : Robespierre and the French Revolution. London: Chatto & Windus, 2006
- John Aubrey : my own life. London: Chatto & Windus, 2015
- Napoleon: A Life Told in Gardens and Shadows. London: Chatto & Windus, 2021